# Volker Rebell

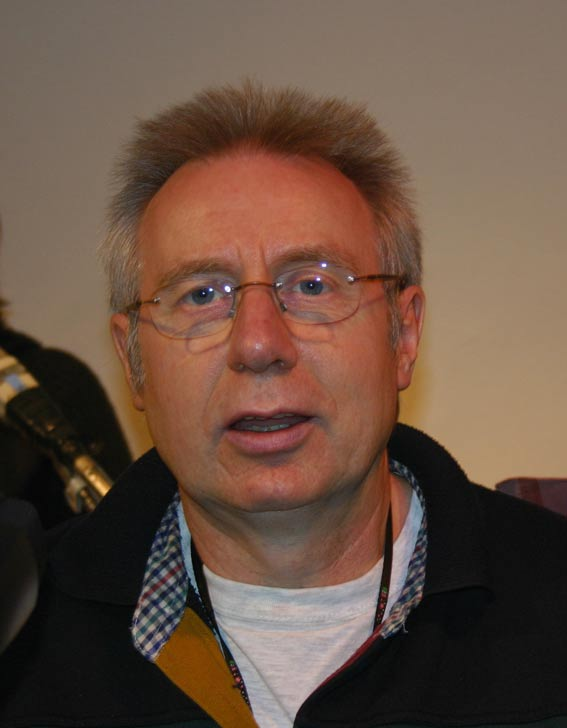
Volker Rebell

Volker Rebell (* 25. April 1947 in Offenbach am Main) ist ein deutscher Moderator, Musikprogrammgestalter und Autor. Rebell arbeitete bis Ende 2008 als Rundfunkmoderator im dritten Programm des Hessischen Rundfunks. Er war dort Autor und Moderator der musikjournalistischen Themensendungen hr3 rebell, einer Mischung aus Erzählradio und Infotainment, die zuvor als Volkers Kramladen bekannt war. Volker Rebell gilt als „das Urgestein“ unter den Musikmoderatoren des Hessischen Rundfunks.

## Leben
Volker Rebell absolvierte eine Lehre, machte sein Abitur und schloss ein Maschinenbaustudium an der Staatlichen Ingenieurschule Frankfurt als Dipl.-Ing. ab. Daneben begann er in den 1960er-Jahren mit Auftritten als Freizeit-Kabarettist und Beatmusiker – als lokaler „Popstar en miniatur“ (Sänger, Gitarrist und Songschreiber mit The Cheats). 1964 bis 1969 trat er an den Wochenenden in hessischen Turnhallen und Saalbau-Lokalitäten auf. 1965 gewann er den „Deutschen Beatband-Wettbewerb“ in Kassel mit selbstgeschriebenen deutschsprachigen Songs. Es folgten die Veröffentlichung erster Singleplatten. Später spielte er Straßentheater. Selbst bezeichnete er sich als „kleiner 68er-Rebell mit viel roter Brause im Kopf“. Als Gitarrist und Sänger war er an der Album-Produktion Harlekins Singsang von Michael de la Fontaine (Christopher & Michael) beteiligt. Seiner ersten LP-Veröffentlichung 1969 unter eigenem Namen Der große Krakeeler war kein Erfolg beschieden.
1969 übernahm Volker Rebell den elterlichen Betrieb einer Werkzeugherstellung in Offenbach. Die Tätigkeit als Dipl.-Ing. und Inhaber des Betriebes ist bis heute seine finanzielle Basis. Musik, Radio und Kleinkunst betreibt er dagegen als Hobby.
In den 1970er Jahren erarbeitete sich Rebell als Schauspieler und Autor das Genre Theater. So schrieb er das Kinder-Theaterstück Taugen Taugenichtse nichts? Er produzierte textlich-musikalische Stücke und trat sporadisch in Kleinkunst-Theatern auf. Neben seiner Radiomitarbeit war er Moderator und Bühnenansager bei verschiedenen Festivals, wie beim Open Ohr in Mainz oder beim Deutsches Rock-Festival in der Festhalle Frankfurt. Zwischen 1974 und 1980 schrieb er Konzertkritiken im Feuilleton der Frankfurter Rundschau. Aufsätze Rebells erschienen in Buchpublikationen.
Ab 1970 wirkte Volker Rebell in verschiedenen Produktionen des Hessischen Rundfunks mit. Von 1970 bis zur Einstellung der Sendung im April 1973 arbeitete er als Moderator und Autor in Teens Twens Top Time mit. Die Sendung wurde später in „Thoch4“ und schließlich in „T4“ umbenannt. Er arbeitete dann als Moderator und Autor der Sendungen r u m m s (Mai 1973 bis April 1977) und „Top Time“ (Mai 1977 bis Dezember 1985 – Rock theoretisch, Avantgarde, Porträt, Volkers Kramladen, jeweils im wöchentlichen Wechsel). Er moderierte zudem die Sendungen Deutsch Rock und Black Music.
Ab Mai 1977 erhielt Volker Rebell eine eigene Personality-Show: Volkers Kramladen, die zunächst im vierwöchentlichen Turnus und ab Januar 1986 wöchentlich (donnerstags ab 21 Uhr) in hr3 zu hören war. Als Themamusik für diese Sendung wählte Rebell den Titel Darlene von L. Shankar. Sporadisch produzierte er Sendungen für Radio Bremen und Beiträge für den Westdeutschen Rundfunk.

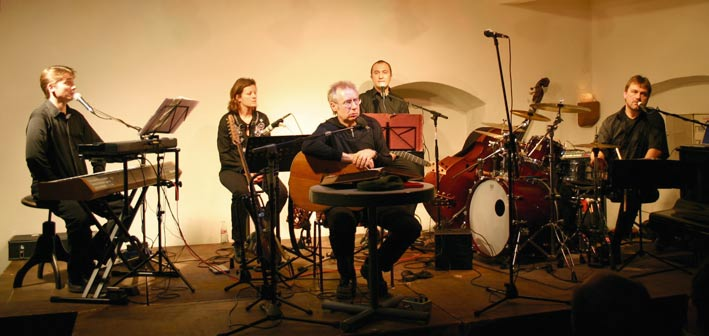
Volker Rebell & Die Frankfurter Frühjahrskollektion 2006

In den 1980er Jahren produzierte Volker Rebell 18 Schallplatten und gründete hierzu das Spezial-Label RillenWerke. Für den Süddeutschen Rundfunk produzierte er eine dreiteilige Fernsehserie zur Geschichte der Rockmusik. Er war Mitgestalter an 100 Minuten Rock, Singer Songwriter, Rock Pop, Ab 3 im III. und Töne, Texte, Interpreten. Von Januar 1985 bis September 1991 gehörte er neben Werner Reinke, Thomas Koschwitz und anderen zum Moderatorenkreis der hr3-Sendung Kuschelrock und arbeitete von 1980 bis 1982 an der hr2-Sendung Blickpunkt Musik – Klassik und Pop mit anderen Vorzeichen mit. Von 1987 bis 1989 lieferte er auch Beiträge für den Info-Laden (hr3). 1980 veröffentlichte er die LP Liebe-aus-im Eimer.
In den 1970er und 1980er Jahren war Rebell gelegentlich auch in anderen ARD-Hörfunksendern tätig: Für Radio Bremen gestaltete er Themensendungen (Pop Shop, 1972–75) und produzierte einzelne Beiträge für WDR, SWF, SDR.
In den 1990er Jahren war Rebell an den hr-Sendungen Graffitti, Ton-Art, Töne, Texte, Interpreten, Die Crew, Piazza, Radio unfrisiert, Music Hall, LP-Spezial, Pop Remember, Meridian, Album-Charts und anderen beteiligt. 1992 veröffentlichte Rebell die CD Paradyssee. Von 1995 bis 1999 produzierte er Bord-Radioprogramme für die Deutsche Lufthansa. Ab Juni 1996 ging das hr1-Musikmagazin SchwarzWeiß – Musik in Farbe auf Sendung, dessen Profil von Rebell maßgeblich mitgeprägt wurde. Seit 1997 moderiert er beim Festival Sound of Frankfurt die Weltmusikbühne, später Latino-Bühne genannt.
Ab 2000 entwickelte Rebell multimediale Radiosendungen in hr3-Rebell, mit parallel zur Sendung abrufbaren Zusatzangeboten wie Fotos und Videoclips im Internet unter hr3.de. Im Herbst 2003 tourte Volkers Kramladen auf Reisen als Clubtournee durch hessische Kulturzentren. Im März 2005 folgte die Clubtournee Reim & Rhythmus und im November 2005 Heine goes Pop. Im März 2006 ging er mit dem von ihm konzipierten Konzertprogramm Allein und gemeinsam – Deutsche Rock-Helden auf hr3-Rebell-Tour zusammen mit einer eigens dafür zusammengestellten, prominent besetzten Band, bestehend aus Anne Haigis, Ingo Bischof, Hellmut Hattler, Ali Neander, Mani Neumeier und Andreas Neubauer, auf eine 10-Tage-Tournee.

## hr3-Rebell
Das Konzept der hr3-Sendung Volkers Kramladen – seit Mai 2004 umbenannt in hr3-Rebell – war seit Beginn als eine Mischung aus „personality show“, kreativer Spielwiese, musikjournalistischer Spezialitätensendung und „Erzähl-Radio“ konzipiert.
Thematisch und musikalisch war die Sendung nicht festgelegt. Mal war hr3-Rebell spielerisch-kabarettistisch, mal ernsthaft musikjournalistisch, mal skurril-erzählerisch, mal verträumt-poetisch, mal gesellschaftskritisch aufrüttelnd und das nächste Mal vielleicht völlig anders. Immer ausgehend von Popmusik im weitesten Sinne beschäftigte sich hr3-Rebell mit Themen wie z. B. Rock und Krach, Frühlingsanfang, Götter Gurus Geldgeschäfte, neue Pop- bzw. Rockbücher, Popmusik im Internet, War Child – Hilfe für Kinder in Kriegsregionen, musikalische Weltreisen, Walgesänge, Erotik im Pop, Rad ab – die Tour de Trance, Here comes the Flood – Die große Flut – in Songs der Popgeschichte, Tribute-Specials aus Anlass von Todes- oder Geburtstagen, Rückblenden: vor 25, 30, 40 ... Jahren, selbstverfasste Kurzgeschichten, Dia-Shows im Radio? und anderen bewusst skurrilen Ideen.
Musikalisch durfte alles passieren, was gut und originell ist – ob historisch von Beatles bis Zappa oder aktuell von Tori Amos und Björk bis Zabine und 1 Giant Leap, oder stilistisch von Bluesrock und Singer-Songwriter bis Ambient, Trip-Hop, Frei-Stil und World Music. Das Leitmotiv lautet stets „Ich krame, also bin ich ... auf der Suche ... nach den Wundern der Musik“ oder auch „Ich bin das Volk-er“.

## Absetzung Ende 2008
Am 27. Oktober 2008 bestätigte ein Sprecher des Hessischen Rundfunks einen Bericht des Frankfurter Stadtmagazins, wonach sich der hr zum Ende des Jahres 2008 wegen schlechter Einschaltquoten von den drei Moderatoren Volker Rebell, Werner Reinke sowie Klaus Walter trennen werde. Am 28. Dezember 2008 lief die letzte Folge von hr3-Rebell. Während Werner Reinke zu hr1 gewechselt ist, moderieren Klaus Walter und Volker Rebell Sendungen beim Internetradiosender ByteFM.

## Werke

### Bücher
- Frank Zappa – Freak-Genie mit Frack-Habitus. In: Rocksession 1, Rororo Sachbuch, 1977. ISBN 3-499-17086-8
- Aus unserer Sicht – Ein Nachwort. In: „The Beatles“ – Eine illustrierte Dokumentation, Melzers Rock Edition, 1976. ISBN 3-8201-0019-9
- Volker Rebell – Die Beatles 1968, Song Bücherei im Heupferd Musik Verlag, 2008. ISBN 978-3-923445-68-4
- Paul McCartney: YESTERDAY & Heute – eine (kritische) Hommage in Songs, Worten und Texten. Oberursel (Taunus) : Rebell, Volker,  Juni 2017. Mediabox mit 5 CDs, Booklet und 2 Büchern ISBN 978-3-9815456-0-9

### Musiktonträger-Veröffentlichungen unter eigenem Namen
- Der große Krakeeler, 1969
- Liebe-aus-im Eimer, 3-fach-LP, 1980
- CD Paradyssee, 1992
- DVD Heine goes Pop, Volker Rebell & Die Frankfurter Frühjahrskollektion, 2005

### Weitere Tonträger
- DVD Volkers Kramladen – 15 Minuten Ruhm (Aufzeichnung der öffentlichen hr3-Jubiläumsveranstaltung 27 Jahre Volkers Kramladen am 25. März 2004)
- DVD hr3-Rebell – Reim & Rhythmus (Aufzeichnung der gleichnamigen hr3-Rebell-Veranstaltung am 19. März 2005)
- CD und DVD Allein und gemeinsam – Deutsche Rock-Helden auf hr3-Rebell-Tour, 2006